# Sacrilegium
Sacrilegium è il terzo album ufficiale della band italo-slovena Devil Doll, pubblicato nel 1992. 
È il primo album dei Devil Doll realizzato come un unico gruppo localizzato a Lubiana.

## Tracce
1. Sacrilegium - 49:16 -  (Mr. Doctor)

- In realtà "Sacrilegium" dura 43:30. Dopo oltre 4 minuti di silenzio (43:30 - 47:38), inizia la traccia fantasma "The Funeral" (47:38 - 49:16).

## Formazione

### Gruppo
- Mr. Doctor - voce
- Francesco Carta - pianoforte
- Roberto Dani - batteria
- Sasha Olenjuk - violino
- Bor Zuljan - chitarra
- Davor Klaric - tastiere
- Michel Fantini Jesurum - organo

### Altri musicisti
- Damir Kamidoullin - violoncello
- Mattej Kovacic - fisarmonica
- Paolo Zizich - seconda voce
- Il "Devil Chorus" condotto da Marian Bunic e formato da:
  - Paolo Zizich
  - Marian Bunic
  - Polona Sever
  - Beti Strencan
  - Breda Bunic
  - Gregor Oblak
  - Jure Strencan
  - Boris Kurent
  - Mojca Sojer
  - Mr. Doctor